# Zinskern
De zinskern is in de traditionele zinsontleding de benaming voor de grammaticale basis van de zin, die uit het onderwerp en het volledige gezegde bestaat. In een deel van de gevallen bestaat zij uit het onderwerp en alleen de persoonsvorm. Een persoonsvorm is immers altijd vereist, maar vaak is deze binnen de zin niet het hoofdwerkwoord. In die gevallen vormt het hele gezegde samen met het onderwerp de kern. Alle met de persoonsvorm samenhangende werkwoordelijke vormen (de zogeheten werkwoordelijke rest van het gezegde) moeten tot de zinskern worden gerekend. Bij een naamwoordelijk gezegde hoort daar ook het naamwoordelijk deel van het gezegde bij.
 Volgens meer moderne inzichten is dit echter ook vaak het geval met bepaalde andere niet-werkwoordelijke resten, die onmisbare aanvullingen zijn. Kenmerkend voor de zinskern is dat deze combinatie in principe al een zelfstandige zin kan vormen, in tegenstelling tot de voorwerpen en de bepalingen, de zogeheten satellieten.

## Voorbeelden
- Ik (onderwerp) ben (persoonsvorm) [gisteren][erg][lang] <vrije, niet noodzakelijke toevoegingen> in die winkel geweest <werkwoordelijke rest + noodzakelijke niet-werkwoordelijke aanvulling>.

In deze zin vormen Ik ben of Ik ben geweest niet de complete zinskern, want daar is dan minstens nog wel een zekere plaatsbepaling bij nodig (bijvoorbeeld er). Zonder die plaatsbepaling kan Ik ben of Ik ben geweest ook wel zelfstandig gebruikt worden, maar krijgt deze zin een heel andere betekenis ('Ik ben aan de beurt [geweest]'}. In dit laatste geval zou aan de beurt weer wel een noodzakelijke (niet-werkwoordelijke) aanvulling zijn. Andere elementen ([gisteren], [erg] [lang]) kunnen daarentegen wel weggelaten worden.
- Vader (onderwerp) heeft (persoonsvorm) moeder (meewerkend voorwerp) [voor haar verjaardag] <vrije, niet noodzakelijke toevoeging> prachtige bloemen (lijdend voorwerp) gegeven (werkwoordelijke rest).

Zogeheten transitieve werkwoorden hebben in de zinskern niet alleen plaats voor een onderwerp, maar ook voor een lijdend voorwerp. Sommige transitieve werkwoorden hebben in de zinskern ook plaats voor een meewerkend voorwerp. In dit verband onderscheidt men werkwoorden die 1, 2, of 3 vaste aanvullingen kennen. Men spreekt dan van 1-, 2-, of 3-plaatsige werkwoorden.

## Noot
1. ↑   Functioneel-syntactisch is de zin volgens de ANS in het algemeen te karakteriseren als 'een verbinding van een onderwerp (subject) en ten minste een gezegde (predikaat)'.